# Osteomalacia
Nell'osteomalacia, fragilità ossea, la deposizione di osteoide nell'osso da parte degli osteoblasti come pure la struttura dell'osso sono normali, mentre la mineralizzazione dell'osso è insufficiente (per carenza della vitamina D e/o calcio).
Nell'osteomalacia grave di lunga durata e non trattata, il rammollimento delle ossa lunghe può determinare l'arcuarsi delle gambe. A volte le fratture della corticale possono essere apprezzate radiologicamente (zone di Looser).
Nei bambini l'osteomalacia si chiama rachitismo. Esso provoca caratteristiche deformità strutturali delle ossa lunghe (grave inarcamento), distorsione delle ossa del cranio (con deformità) e ingrossamento delle giunture condrocostali delle coste (con presentazione del cosiddetto "rosario rachitico").